# Delfimeus baicalicus
Delfimeus baicalicus är en insektsart som först beskrevs av Luisa Eugenia Navas 1927.  Delfimeus baicalicus ingår i släktet Delfimeus och familjen myrlejonsländor. Inga underarter finns listade i Catalogue of Life.